# Judith Rakers
Judith Rakers (Paderborn, 6 januari 1976 ) is een Duitse journaliste en ARD-presentatrice.

## Leven
Rakers begon na haar opleiding journalistiek als radiopresentatrice bij het West-Duitse Radio NordRheinWestfalen. Van 2004 tot 2010 presenteerde Rakers op televisie het Hamburg Journal bij de noordelijje omroep NDR. Sinds 2005 presenteert ze het tv-journaal bij de landelijke ARD: de Tagesschau. In mei 2011 presenteerde Rakers samen met Stefan Raab en Anke Engelke het Eurovisiesongfestival.
- Gemeinsame Normdatei: 1215134568
- International Standard Name Identifier: 0000 0004 1727 098X
- Nationale Bibliotheek van Letland: 000087827
- Virtual International Authority File: 305130577
- WorldCat: E39PBJwHfdjFyhYyQyWRjyfyVC